# Paragnetina chinensis
Paragnetina chinensis är en bäcksländeart som först beskrevs av František Klapálek 1912.  Paragnetina chinensis ingår i släktet Paragnetina och familjen jättebäcksländor. Inga underarter finns listade i Catalogue of Life.